# Décès en mars 1990
Décès
- 1986
- 1987
- 1988
- 1989
- 1990
- 1991
- 1992
- 1993
- 1994

Pour une information complémentaire, voir la page d'aide.

| Date     | Nom                      | Activités                                           | Âge | Source |
| -------- | ------------------------ | --------------------------------------------------- | --- | ------ |
| 1er mars | Max Bulla                | coureur cycliste autrichien                         | 84  |        |
| 4 mars   | Hank Gathers             | Joueur de Basketball Américain                      | 23  |        |
| 5 mars   | Karel Thijs              | coureur cycliste belge                              | 71  |        |
| 7 mars   | Pere Vallribera i Moliné | pianiste et compositeur catalan                     | 87  | (ca)   |
| 7 mars   | Claude Arrieu            | compositrice française                              | 86  |        |
| 8 mars   | Erkki Aaltonen           | compositeur finlandais de musique classique         | 79  |        |
| 12 mars  | Philippe Soupault        | poète et écrivain français                          | 92  |        |
| 13 mars  | Bruno Bettelheim         | psychanalyste américain                             | 87  |        |
| 15 mars  | Orlando Pelayo           | peintre et graveur espagnol                         | 69  |        |
| 16 mars  | Ernst Bacon              | compositeur, pianiste et chef d'orchestre américain | 91  | (en)   |
| 16 mars  | Jacques Fourcy           | peintre français                                    | 83  |        |
| 17 mars  | Capucine                 | actrice française                                   | 62  |        |
| 20 mars  | Maurice Cloche           | réalisateur français                                | 82  |        |
| 20 mars  | Guy Bonnardot            | chanteur, producteur et peintre français            | 38  |        |
| 21 mars  | Lev Yachine              | gardien de but de football soviétique               | 60  |        |
| 23 mars  | René Enríquez            | acteur américain                                    | 56  |        |
| 23 mars  | Karskaya                 | peintre et collagiste française d’origine russe     | 84  |        |
| 24 mars  | Alice Sapritch           | actrice française                                   | 73  |        |
| 27 mars  | Lester J. Maitland       | Pilote et militaire américain                       | 91  |        |
| 28 mars  | Gianfranco Contini       | critique littéraire et philologue italien           | 78  |        |
| 30 mars  | Edvin Hansen             | footballeur international danois                    | 70  |        |
| 31 mars  | Chériane                 | peintre et dessinatrice française                   | 91  | (nl)   |